# Пшерембский, Ян
Ян Пшерембский (1510 — 12 января 1562, Лович) — польский церковный и государственный деятель, секретарь королевский, секретарь великий коронный с 1550 года, подканцлер коронный (1556—1559), архиепископ гнезненский и примас Польши (1559—1562).

## Биография
Представитель польского шляхетского рода Пшерембских герба «Новина». Его дядями были маршалок надворный коронный Станислав Мацеёвский и епископ краковский Самуил Мацеёвский.
Он учился вначале в Кракове, а затем в Падуанском университете. В 1534 году был пробстом в костёле Святой Ядвиги в Кракове. До 1554 года был пребаном в Конарах (Черская земля, окрестности Варки). В 1551—1558 годах — секретарь польского короля Сигизмунда II Августа и подканцлером коронным (благодаря стараниям своего дяди). В 1557—1558 годах Ян Пшерембский получил сан епископа хелмского. В 1558 году стал архиепископом гнезненским, а с 1559 года — первым примасом Польши.
Неожиданно скончался 12 ноября 1562 года в Ловиче, был похоронен в Ловицком коллегиате.
В 1548 году после смерти Сигизмунда Старого Ян Пшерембский был отправлен в Вильно к его сыну и наследнику Сигизмунду Августу, прося его созвать сейм в Кракове для подтверждения прав и привилегий польской шляхты.
В 1553 году вместе с литовским канцлером Николаем Радзивиллом «Черным» находился в Вене, где согласовывал брачный договор между Сигизмундом Августом и Екатериной Австрийской. Переговоры шли долго, потому что польский король Сигизмунд Август поставил много условий для заключения этого брака.
В 1556 году, будучи подканцлером коронным, выступал против изгнания королевы Боны (матери Сигизмунда Августа) из Польши.
В 1559 году Ян Пшерембский дважды ездил во главе польского посольства в Вену.
После вступления в сан архиепископа гнезненского созвал синод, на котором провел постановления, направленные для повышения образования, чтобы более эффективно бороться с протестантами, рекомендовал организовывать семинары и заботиться о церковно-приходских школах. В своей деятельности особенно много уделял противодействию Реформации. В 1561 году возглавил епископский синод в Варшаве, который рассматривал проект реформы церкви в Польше.
В Скерневицах основал школу — её выпускники могли продолжать обучение в Краковской Академии. Для её проведения привёз из Краковскую Академию немца Бенедикта Хербста, который в совершенстве знал греческий и латынь. Хербст находился в Скерневицах в 1559—1560 годах.